# Várpalota
Várpalota (1870 előtt csak: Palota, egyes művekben: V. Palota, németül: Burgschloß) város Veszprém vármegyében, a Várpalotai járás központja. Magyarország szocialista idejében bányavárosként tartották számon, ám a bányákat az idő múlásával bezárták. A városlakók közül sokan a közeli nagyvárosokban, Veszprémben vagy Székesfehérváron dolgoznak. Légvonalban Veszprémtől és Székesfehérvártól is egyaránt 20 km-re, Budapesttől 70 km-re, a Balatontól pedig 17 km-re fekszik. A város eredete a római és az avar korszakhoz kapcsolódik, amint azt a város külterületén megtalált temetkezési halmok, sírkövek és római kori leletek bizonyítják. Ezeknek egy része a Thury-vár lapidáriumában megtekinthető. A középkorban virágzó mezőváros volt.

## Fekvése
Várpalota a Dunántúlon, Veszprém vármegye keleti szélén, Veszprém és Fejér megyék határán, a Keleti-Bakony délkeleti lejtőin és a Sárrét vidéke között terül el. A lakosság számát tekintve a megye negyedik legnépesebb települése. Budapesttől 90 kilométerre fekszik, két megyeszékhely, Székesfehérvár és Veszprém között félúton, a Bakony lábánál, a Balatontól alig 30 kilométerre.
A várostól északra, az Északi-Bakony déli lejtőjén Márkó és Bakonykúti között kilométereken át elterülő, fűfélékkel és elszórtan kisebb cserjékkel borított dolomitsziklás mezőt régen legelőként használták, 1968-tól a Magyar Néphadsereg, majd 1990 óta Magyar Honvédség Böszörményi Géza Csapatgyakorlótér Parancsnokság Nullponti lő- és gyakorlótere.

## Története

### Ókor
A rómaiak jelenlétének bizonyítéka az általuk emelt kőgát – a 8-as számú főút mellett Öskü irányában – és Székesfehérvár irányában, Inota határában a két helyreállított halomsír. A kőemlékek a vár kőtárában tekinthetők meg.

### Középkor

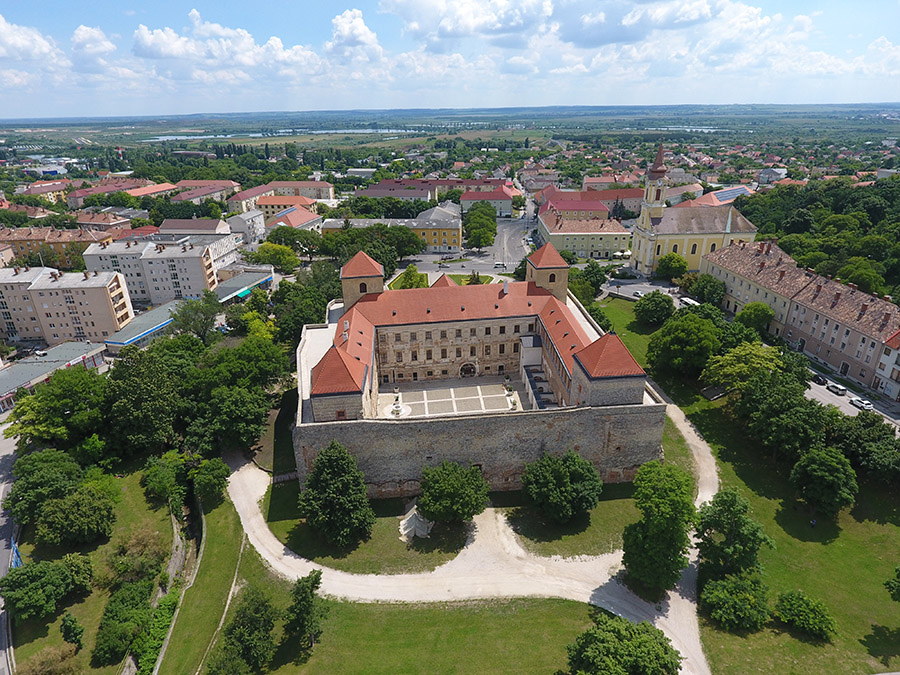
Várpalota, Thury vár - légi fotó

A középkor legjelesebb emléke a város központjában álló, a 14. században épült, majd az évszázadok során többször átépített középkori vár.

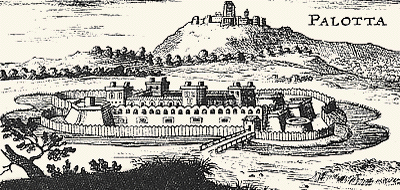
Palota a középkorban

A török időkben Palota fontos királyi végvár volt, leghíresebb védőjét, Thury Györgyöt Zrínyi Miklós is megemlíti Szigeti veszedelem című művében. A középkorban épült a gótikus stílusú inotai katolikus templom is.

### Újkor
Leírás a településről a 18. század végén: "Palota: Magyar Mező-Város Veszprém Vármegyében, földes Urai Gróf Zichy Uraságok, a’ kiknek régi várával, és új kies kastéllyával ’s kertyével ékesíttetik. Hajdani Vára, mellyet Újlaky Miklós kezdett vala építtetni, külömbféle viszontagságokat szenyvedett, a’ mint a’ Történetirók előadták. E’ nevezetes épűleteken kivűl szép kőből épűlt Szentegyházzal is díszesítik e’ Várost a’ földes Uraságok, mellynek mind fekvése, mind épűlete újjabb díszt szolgáltat e’ Városnak. Lakosai katolikusok, reformátusok, evangelikusok, és Zsidók is, fekszik az Ország-útban Bőrhegye alatt, Veszprémhez 2 1/2, Fejérvárhoz 2 mértföldnyire, elég vidám helyen, postája is vagyon, két szakaszokra van felosztva határja, és ámbát tsak nem tsupán kőből áll, megtermi mindazáltal mind az őszi, mind a’ tavaszi veteményt, és különös arról, hogy az egész Vármegyében erőssebb tésztájú tiszta búza nem terem, mint itten, erdeje vadakkal bővelkedik, szőlő hegyei jó bort termők, két kallója is van. Különős, és télen meleg vizű forrása lévén, két szűntelen forgó malmot hajt folyásával. Itt vagyon ama’ híres Kikiri Tó is, mellynek forrása feneketlennek tartatik, és sok malmokat forgat szűntelen való folyamattyával; vize régi időben nagy faragott kövekből rakott gáttal fenntartatván, igen nagy halas, és madaras Tót szolgáltatott; de már ma az leeresztve lévén, tsak a’ folyása vagyon még, és a’ bozótsága rétekké változott. Innen veszi a’ híres Sárréttye is a’ maga eredetét."
A 18. században virágzó mezővárossá fejlődött a település. Ezt tanúsítják a városközpont barokk templomai, valamint az alsóvárosi temetőben felújított Zichy-kápolna. A város főteréről nyugatra, a katolikus templom mögött Ybl Miklós tervei alapján felépítették a Zichy-kastélyt, amelyet később klasszicista stílusban átépítettek. A város jelentős számú zsidó lakossága emelte az 1840-es években a városközpontban lévő klasszicista stílusú zsinagógát. A város a 18. században számottevő kézműiparral rendelkezett.
A 18-19. században Palota mezőváros híres volt meszeseiről, mézesbábosairól, vargáiról, tutyikészítőiről. A 19. században a zsidókon kívül több görög és örmény kereskedő is volt a városban. A 19. század végén a város jelentős fejlődésnek indult. Itt elsősorban a szénbányászatot érdemes megemlíteni, mert az alig néhány ezer fős település mezőgazdaságilag nem volt túl jelentős, az ipari testület pedig továbbra is kis réteget foglalkoztatott. A bányászat Várpalotán 1876-ban kezdődött, legalábbis ez tartják a széntermelés kezdeti dátumának, ellenben a komolyabb kitermelést 1886-ban kezdték meg.

#### A 20. század első fele
A 20. század elején a szénbányászat beindulásával jelentős ipari fejlődés kezdődött.
Várpalota lakossága ugyanakkor az 1836-os tetőpont óta folyamatosan csökkent 1920-ig (4964 lakos). Ez általában nem volt igaz a magyarországi településekre, mert a trianoni békeszerződés többnyire káros hatással volt az országra, de Várpalota sorsa több okból is szerencsésen alakult a háborús időszakban és utána: területén nem haladt át a front, mivel az ország elvesztette szénbázisait (Krassó-Szörényi medence stb.), így a palotai szén felértékelődött, az ország szintén elvesztette vegyipari üzemeit, melyek közül többet a térségben építettek fel (Pétfürdő, Balatonfűzfő, Peremarton.)

##### Szénbányászat
A korai bányászat termelési irányvonalában 1903-ban jelentős változás történt. Zichy Vladimír kezéről Witzleben Henrik kezére került a szénbányászat, aki a porosz császár rokona volt. De ez csupán az akkor uralkodó birtokviszonyok mellett a felsőurasági részt érintette, az alsóurasági rész a Wolf testvérek kezére került. Az alsóuraságot 1908-ban vásárolta meg Witzleben gróf. A gróf új szellemet vitt a palotai szénbányászatba, német bányászokat is hozatott, szakszerűbbé és kifizetődőbbé tette a bányaművelést. Erre többek között bizonyítékok azok a német(es) műszavak, melyek éppen azoknak a bányászoknak a szókincsében találhatóak, akik ezekben az években tanulták ki a mesterségüket. Ezek a szavak később már többnyire kiesnek a fiatalok szókincséből, és magyaros kifejezéseket használnak a következő időkben.
Witzleben alatt megjavult a munkások keresete. Mivel az alsóváros kútjai ebben az időben apadtak el, bevezetteti a Szélhel-forrás vizét a városba. 1904-ben téglagyárat épít és mészégetőt, melyet 1909-ben generátortüzelésre rendez be. 1907-ben megalapítja a Várpalotai Ipartelepek R.T.-ot, de a részvények többsége a kezén marad. A kitermelt szén jobb felhasználása érdekében brikettgyárat létesít 1914-ben. Beruházásai nagy összegeket emésztettek fel, de intézkedései nyomán alakul ki Palotán a modernebb, kapitalista értelemben vett bányászat.
Witzleben 1919-ben eladta részvényeit, a vásárlók a bécsi Deposition Bank, a Magyar Országos Bank, meg a Város és Községfejlesztő RT voltak, melyek létrehozták az Unió Bányászati és Ipari RT-ot, melynek kapóra jött az 1915-ben elkezdődött várpalotai villamosítás, mert az alacsony értékű, 2200 kalóriás lignit egy részét az Erőmű, mint rendszeres fogyasztó lekötötte.
1920 után átmenetileg szénhiány lépett fel az országban, így a palotai szén – történetében először – a kereslet miatt lett értékesíthető a városhatárokon kívül. Ennek egyenes következménye, hogy 1923-ban az Esztergom-Szászvári R.T., majd ennek utóda, a Salgótarjáni Kőszénbánya R.T. is bekapcsolódott a bányaművelésbe. De 1926-ban a világgazdasági válság következtében ismét csökkent a szén iránti kereslet. A bánhidai erőmű is áttért a jobb minőségű szenek alkalmazására, így a palotai szén piaca szinte kizárólagosan lakossági fogyasztásra korlátozódott. Ezen az R.T. vezetői úgy segítettek, hogy megszerezték piacnak a fűzfői gyártelepet, és társvállalatát, a Nitrokémiai Ipartelepeket. Ennek köszönhető, hogy a válságban lévő szénbányászat volumene az 1928-as értékhez képest (49 000 tonna) 1929-re több, mint kétszeresére nőtt (129 000 tonna).
A termelés növekedése azonban nem állt meg, sőt! 1930-ban már 163 060 tonna, majd 1932-ben 251 000 tonna a kitermelt szén mennyisége. Persze ehhez nagy mértékben hozzájárult, hogy 1929-ben működésbe lépett a szénosztályzó, megkezdte termelését a Fleissner-féle ahidráló berendezés, mely a nyers szenet volt hivatott vízteleníteni; a víztartalom kb. 46%-ról 18-20%-ra csökkent, a kalóriaérték pedig 2000-2200-ról 4000-4200-ra nőtt. Így az ahidrált szén már a tüzelőpiacon is versenyképessé vált. A piac szélesítése végett jó néhány dunántúli malom tüzelőberendezését palotai ahidrált szén használatára alkalmas szívó-gázmotorokra cserélték ki.

##### A vegyipar kezdetei
1931–1932 -től kezdve működik a Péti Nitrogénművek. Telepítésében nagy szerepe volt a várpalotai lignitnek, mely az energiaigényes vegyipari folyamatokhoz szolgáltatott energiát. A gyártelepet és az ahidráló üzemet drótkötélpályával kötötték össze, és innentől fogva a Nitrogénművek lett a szén legfőbb, legbiztosabb fogyasztója. A következő nagy löketet a kormány 1938-as győri programja adta, melynek keretén belül közvetetten megnövekedett az igény az országon belül a villamos energiára. (A győri program valójában egy hadikonjuktúrát elindító, államilag kezdeményezett program volt, melynek előnyeit a legtöbb iparág élvezte.)
A szénbányászat továbbra is virágzott a háborús konjunktúrában, melynek csúcspontját 1942-ben érte el (710 000 tonna), de amint a front közeledett, a tengelyhatalmak hadiszerencséje elveszett, a széntermelés is visszaesett, és 1944 volt az utolsó év, mikor még a termelés a háború előtti piacokra folyt.

##### A II. világháború pusztítása
A front a második világháborúban Magyarország teljes területén áthaladt, így Várpalotán is. A pusztulás óriási volt, melynek több, komoly oka is van. A németek, utolsó olajforrásukat, a zalai kutakat féltvén erős hadsereget koncentráltak a térségbe, és ellentámadást is indítottak, ami balatoni csata néven vált ismertté. A front tehát nem csak átvonult, hanem hat hétig itt is tombolt a térségben. Ennek már önmagában is súlyos következményei voltak, de talán nem kevesebb súllyal szerepel a latban a péti vegyipari kombinát, mely ebben az időben még gyártott motorhajtó anyagot, mellesleg a kombinátnak volt kőolajfinomító részlege is, amit a németek mindenáron védeni akartak a fent említett okokból.
1945-ben a második világháború március 21-én ért véget Várpalotán. Sajnos a város nem volt szerencsés: a város épületeinek 3/4 része a háború martalékává vált. Ugyanez érvényes a város akkori két legnagyobb üzemére, a Salgótarjáni Kőszénbánya RT várpalotai bányaüzemeire, valamint a pétfürdői városrészben található nitrogénműtrágya-gyárra (valamint az olajfinomító létesítményeire is).

#### A 20. század második fele
A háború utáni újraépítés első tevékenysége volt az előzőekben írt három ipari létesítmény rendbetétele, a termelés beindítása. Az akkori állami vezetés úgy döntött, hogy a várpalotai bánya lignitvagyonára alapozva az inotai városrészben egy szénbázisú hőerőművet épít, majd a magyar bauxitkincsre alapozva alumíniumkohót közvetlenül az erőmű szomszédságában. Ezen ipari vertikum országos szinten is igen jelentős termelési értéket produkált, már az 1950-es években is. A későbbi iparfejlesztések a meglévő gyárak kibővítésében, illetve korszerűsítésében játszottak nagy szerepet.

##### Ipari termelés a hatvanas és nyolcvanas évek között
Az 1960-as évek végétől kezdve az olajfinomítás megszűnt, helyette az ország technikai fejlesztésében jelentős szerepet játszó kísérleti „félüzemek” jelentek meg, például NAKI (Nagynyomású Kísérleti Intézet), MÁFKI (Magyar Ásványolaj Kutató Intézet) stb. Az 1970-es évek elején a Nitrogénművek nagy arányú bővítése elégítette ki a növekvő magyar mezőgazdaság műtrágyaigényét. A széntermelést új aknák megnyitásával, valamint az országban e téren úttörő szerepet játszva a föld alatti széntermelés automatizálásával, gépesítésével növelték. A bányaüzemek mellett jelentős szerepet játszottak az automatizáláson, bányapajzsgyártáson felnőtt üzemek, amelyek termékeit Kínától Angliáig használták. Az Inotai hőerőműnél az ország szükségének megfelelően kiépült egy ún. csúcserőmű, amely országos villamosrendszer üzemzavarai esetén gyorsan pótolta a kieső energiát, valamint a paksi atomerőmű biztonságos üzemeltetésében is jelentős szerepet játszott. A hőerőmű üzemeltetése során az 1980-as évektől előtérbe került a környezet fokozott védelme is, emiatt a kazánokat porszűrő filterekkel látták el. Az Inotai Alumíniumkohó a kohászati tevékenység mellett az újonnan épített üzemeiben alumínium félkész termékeket állított elő. Feltétlenül meg kell említenünk, hogy a magyar szénbányászat igényeinek kielégítésére Várpalotán megalapították az Országos Földtani Kutató és Fúró Vállalatot, amely fejlődése folyamán három földrészen tevékenykedett. A nagy cégek árnyékában több, ezen tevékenységek kiszolgálását speciális termékekkel elősegítő szövetkezet, vállalat is sikeresen működött. Ezen egymást kiszolgáló és segítő vállalatok gazdasági pozíciója az 1980-as évek végére a szénbányászat piaci helyzetének meggyengülése miatt megrendült.

##### A város válsága a rendszerváltás után
A város gazdaságának fénykora 1989-től fokozatosan véget ért. A város fejlődése a rendszerváltást követően, az 1990-es években stagnált, illetve visszafejlődés volt tapasztalható.
Az egymásra épülő iparszerkezet alapja, a szénbánya fokozatos leépülése során 1992. október elsején a mélyműveléssel felhagyott; egy-két kisebb, felszínhez közel lévő szénlencsét még kitermeltek a hőerőmű igényeinek ellátására. Ez a térség számára azt jelentette, hogy a kiszolgáló társaságokkal együtt mintegy négy és félezer munkahely szűnt meg a városban és környékén. A bánya egyes kiszolgálóüzemei (irányítástechnika, pajzsgyártás, építőipar, szállítás stb.) még munkát tudott biztosítani alkalmazottainak, de a tőkehiány 2004 év végére folyamatosan felszámolásra késztette a tulajdonosokat.
Az inotai városrész üzemei közül a Hőerőmű sorsát a várpalotai bánya bezárása pecsételte meg. Egy ideig más bányákból (Balinka, Ajka) származó szénnel üzemeltették, majd a tulajdonos 2001-ben az erőművet bezárta. A csúcserőművi rész nem felelt meg a Nyugat-európai villamosenergiai szabványban előírt feltételeknek, és emiatt a litéri csúcserőmű elkészültével a készenlétből, termelésből kivonták. Jelenleg mint áramelosztó üzemel csak.
Az inotai alumíniumkohó magántulajdonba került, és Magyar Alumínium RT néven az ország egyik jelentős részvénytársaságának a központja. Az alumíniumkohászat a fejlesztések ellenére is előreláthatólag meg fog szűnni. Az RT vezetése ezen folyamatokat előre látva a kohó mellett egy nagy ipari parkot létesített, amelyben több üzem található. Ezen üzemek a alumínium-feldolgozással összefüggő profilban tevékenykednek, például könnyűfémtárcsa-előállítás, repülőgép-alkatrészek stb. A telephelyen az inotai alumíniumkohászat befejezése után is félkész és kész termékek gyártása fog folyni.
A bányászat nemcsak Várpalotát jellemző erőteljes visszafejlesztése az Országos Földtani Kutató Vállalatot is megszűnésre ítélte. Ezen négy-öt évig tartó folyamat alatt a palotai városrész ipartelepével együtt megszűnt létezni. A városrészben több száz fős munkahelycsökkenést jelentettek olyan kapcsolódó tevékenységek tönkremenetele és megszűnése miatt, mint például az autóbuszos személyszállítás, a vasúti szénszállítás, éttermek, mosodák stb. A palotai városrészben a napjainkig egy ipari parkot létesítettek, amely egy bő évtizedes késéssel reagált a változó gazdaság klímára.
A pétfürdői városrész vegyipari üzemei is megszenvedték a rendszerváltozás gazdasági hatásait. A Péti Nitrogénműveket az állami tulajdonos felszámolta, viszont a gyártelepet először kvázi magántulajdonosok, majd tényleges magántulajdonosok részére értékesítette. A létszám jelentős csökkenése után a termelés először stagnált, majd az új magántulajdonos belépésével fejlődésnek indult. Jelenleg a gyárnál mintegy 18 milliárd forint értékű beruházás kivitelezése van folyamatban. A beruházások befejezése után a műtrágyagyár Európa legkorszerűbb két gyára közé fog tartozni. A kísérleti intézeteket az 1990-es évek elején Nitroil R.T. név alatt egyesítették, profiljaikat tisztították. A részvénytársaságot az amerikai székhelyű, Utah állambeli Hunstman R.T. vásárolta meg.
Nagyobb előrelépés a városban egyedül kommunális szinten történt. A Japán Császárság támogatásával megvalósult az ún. japán program, amelyben az iparfejlesztések káros hatásait igyekeztek felszámolni a lakosság érdekében. 1998 végére Várpalota város összes belterületi telkén elérhetővé vált az egészséges ivóvíz, a teljes körű csatornázottság, valamint az épületek teljes körű hőellátása vagy gázzal, vagy távhő-hőhordozóval.
Várpalota város egysége 1997. október 1-jével megbomlott, a pétfürdői városrész, amely a rendszerváltás során gazdaságilag a legkevesebbet vesztette, önállósult, Pétfürdő néven.
Lásd még: Várpalota története évszámokban

## Közélete

### Polgármesterei
- 1990–1994: Leszkovszki Tibor (nem ismert)[6]
- 1994–1998: Leszkovszki Tibor (MSZP)[7]
- 1998–2002: Leszkovszki Tibor (MSZP)[8]
- 2002–2006: Leszkovszki Tibor (MSZP-SZDSZ)[9]
- 2006–2010: Németh Árpád (Fidesz-KDNP)[10]
- 2010–2014: Talabér Márta (Fidesz-KDNP)[11]
- 2014–2019: Talabér Márta (Fidesz-KDNP)[12]
- 2019–2024: Campanari-Talabér Márta (Fidesz-KDNP)[13]
- 2024– : Campanari-Talabér Márta (Fidesz-KDNP)[1]

Lásd még: Várpalota városbíróinak, tanácselnökeinek és polgármestereinek listája

## Népesség
A település népességének változása:
| Lakosok száma | 21 060 | 20 307 | 20 106 | 19 484 | 19 382 | 19 575 | 19 624 | 19 395 |
|               | 2006   | 2013   | 2014   | 2018   | 2021   | 2022   | 2023   | 2024   |

| Év   | Népesség (fő) | Év   | Népesség (fő) |
| ---- | ------------- | ---- | ------------- |
| 1900 | 6177          | 1960 | 18151         |
| 1910 | 6374          | 1970 | 21367         |
| 1920 | 5952          | 1980 | 22325         |
| 1930 | 6468          | 1990 | 21646         |
| 1941 | 9052          | 2001 | 21779         |
| 1949 | 9836          | 2011 | 20756         |

A 2011-es népszámlálás idején a lakosok 83,5%-a magyarnak, 0,6% németnek, 0,6% cigánynak, 0,2% románnak, 0,2% ukránnak mondta magát (16,4% nem nyilatkozott). A vallási megoszlás a következő volt: római katolikus 30,2%, református 7,6%, evangélikus 3,3%, görögkatolikus 0,2%, felekezeten kívüli 25,8% (30,9% nem nyilatkozott).
2022-ben a lakosság 88,7%-a vallotta magát magyarnak, 0,6% németnek, 0,5% ukránnak, 0,5% cigánynak, 0,1% románnak, 0,1% lengyelnek, 2,8% egyéb, nem hazai nemzetiségűnek (11% nem nyilatkozott; a kettős identitások miatt a végösszeg nagyobb lehet 100%-nál). Vallásuk szerint 22,9% volt római katolikus, 6,1% református, 2,8% evangélikus, 0,3% görög katolikus, 0,3% ortodox, 1,8% egyéb keresztény, 0,6% egyéb katolikus, 21,1% felekezeten kívüli (43,9% nem válaszolt).

## Nevezetességei

### Várpalotai vár

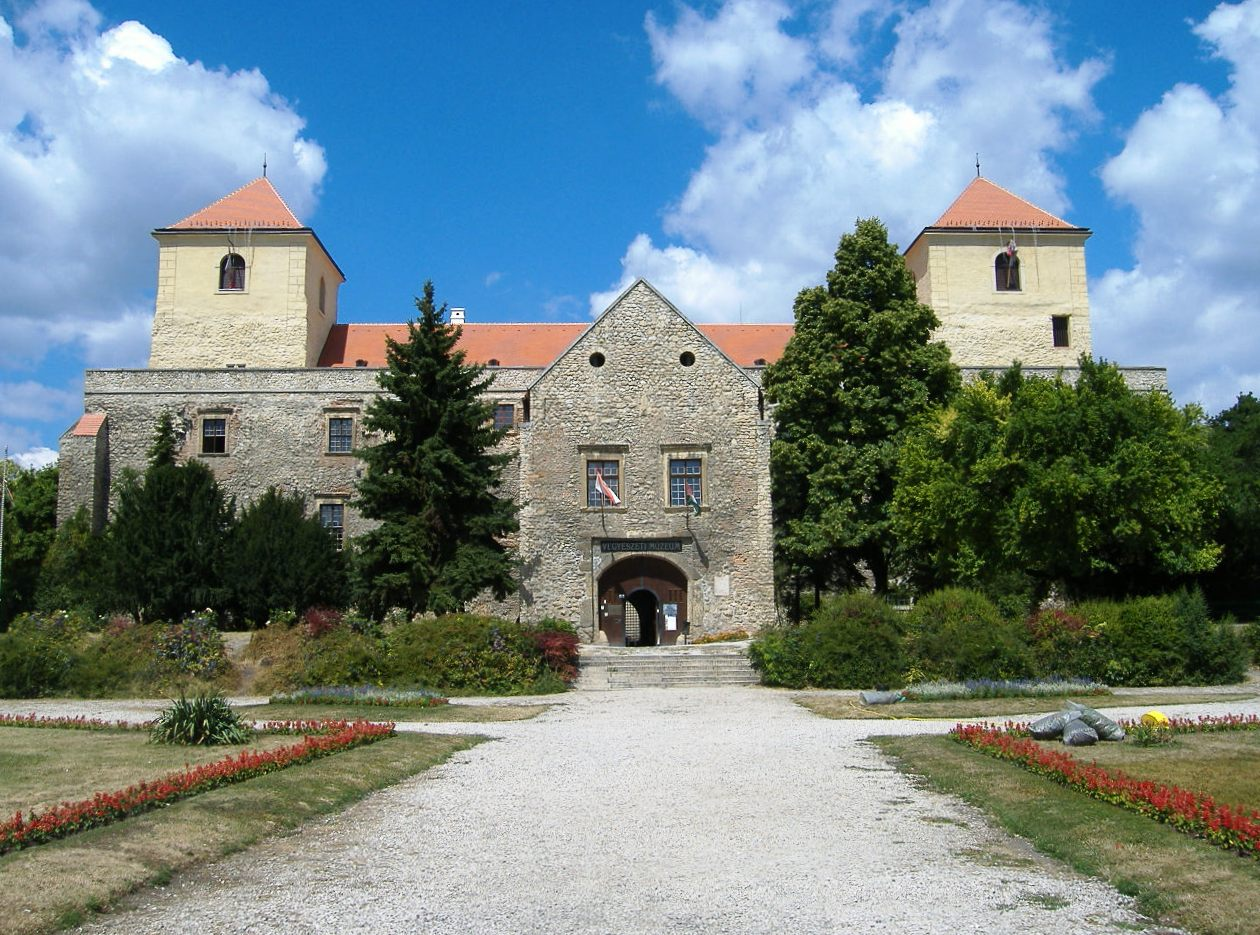
A várpalotai vár

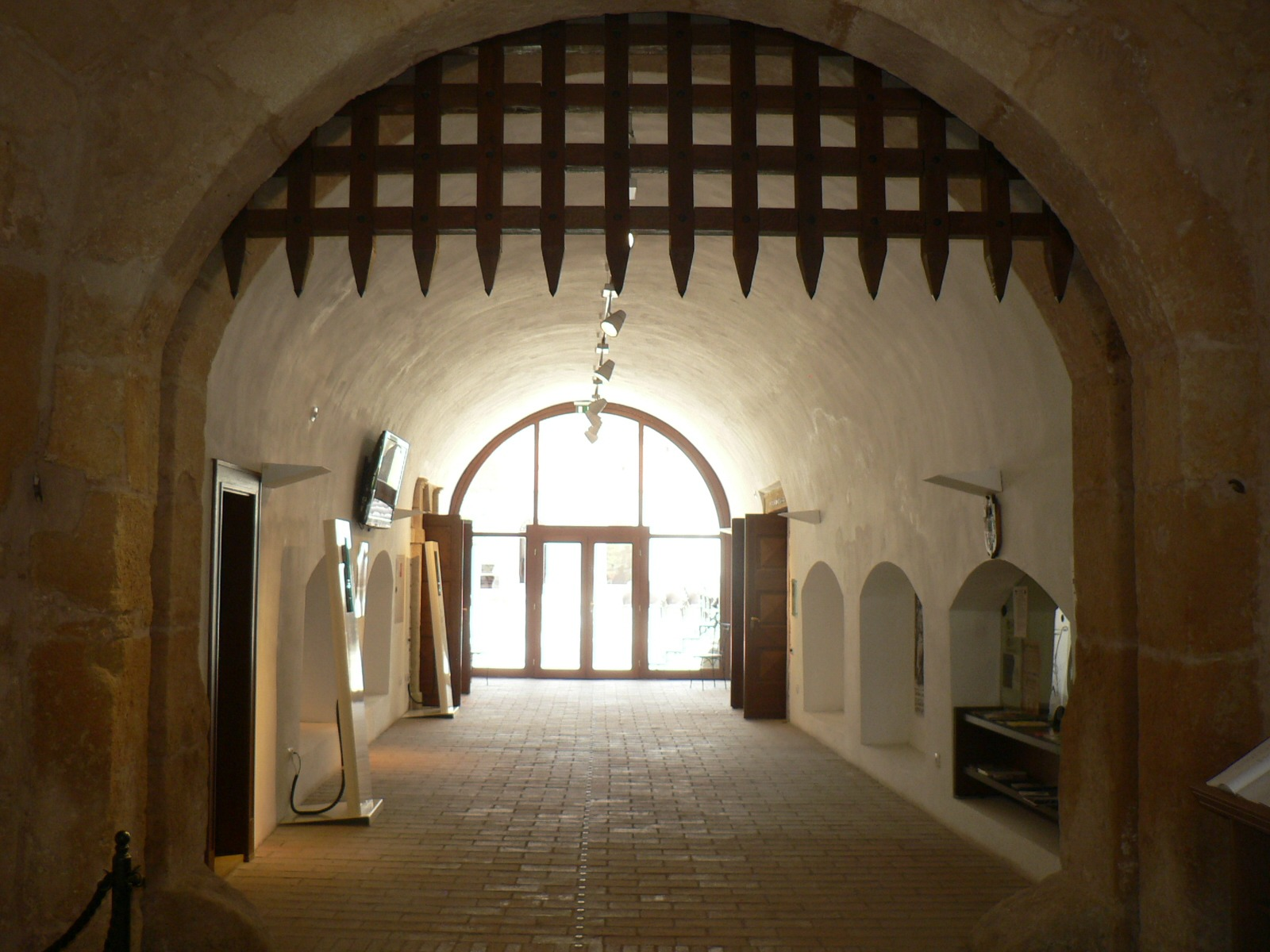
A vár bejárati szárnya

A város központjában, a minden irányból könnyen megközelíthető Szabadság téren áll a várpalotai vár, más néven Palota vára vagy Thury-vár.
A történészek kutatásai szerint közvetlen elődjének számít a tőle néhány kilométerre lévő, Bakony sűrűjében omladozó Pusztapalota más néven Bátorkő vára, amit még a XIII. század második felében emeltetett a Csák nemzetség. A 15. században vált szükségessé egy könnyebben megközelíthető földesúri birtokközpont létrehozása, amit az Újlaki főnemesi család építtetett, a korszak gyenge közbiztonsága miatt természetesen erős kőfalakkal. A későbbi évtizedekben fokozatosan négy saroktornyos, lakó– és gazdasági épületekkel körbevett belső udvaros nagyúri rezidenciává formálta az Újlaki família, akik egészen 1524-ig, kihalásukig laktak benne. Újlaki Lőrinc herceg özvegye 1525-ben a mohácsi csata utáni belháborúkban a korban nem ritka módon, rablólovaggá vált Móré Lászlóhoz ment feleségül, aki Szapolyai János és Habsburg Ferdinánd közül mindig annak pártjára állt, aki többet ígért neki. Ezért 1533-ban János király hívei török csapatokkal megerősítve ostromban elfoglalták a varat, ahonnan Mórénak sikerült gyermekei és kincsei hátrahagyása mellett elmenekülnie. Később Palota vára is betagozódott a hódító törökök ellen a bécsi haditanács által kialakított végvárrendszerbe, annak egyik fontos bázisát képezve. A tizenöt éves háború idején, 1593-ban azonban Palota tornyaira is felkerült a török zászló, a rommá lőtt erődítményből kivonuló magyarokat az ellenség hitszegő módon lekaszabolta. A 17. században is többször cserélt gazdát a katonai szempontból kevésbé megerődített végvár, melynek utolsó csatái falai előtt, a kuruc szabadságharcban zajlottak le. Mivel akkori földbirtokosa, a Zichy család feltétlen Habsburg-hűnek számított, csak külső védőműveit rombolták le, a lakóépületeket kényelmes barokk ízléssel kialakított kastéllyá alakították át. Ilyen állapotban érte meg vár a 20. századot, amikor a műemlékvédelmi szakemberek munkája nyomán megújultak évszázados kőfalai.
A vár délkeleti szárnyán feltárt palota falát ritka, Zsigmond-korabeli, világi falfreskók díszítik. Az itt látható ülőfülkés ablak kávájának egyik oldalát egy nőt ábrázoló, a másik oldalát egy férfit ábrázoló falfestés borítja. Az ablak szomszédságában egy férfit ábrázoló festmény látható, és a terem belső falát is freskók borították.
A várpalotai vár ma a város legnagyobb kulturális intézményének, a Thury-Vár Nonprofit Kft.-nek a székhelyeként funkcionál, falai között több történelmi, régészeti és képzőművészeti kiállítást találunk, helyet ad továbbá a Magyar Vegyészeti Múzeumnak és a 2007-ben Gróf Sztáray Antal Bányászati Múzeum nevet felvett Bányászattörténeti Gyűjteménynek, valamint 1998-tól a várudvar megnyitásával nyári színházi és kulturális rendezvényeknek is otthona lett.

### Bátorkő-Pusztapalota várának romjai
Bátorkő vagy Pusztapalota Várpalotától északra, a várostól alig több mint egy óra járásnyira, a Fajdas hegységben egy sziklabércen található meg. A 14. század elején épült ez a vár, a Bakony egyik legszebb pontján, hogy a földesúr a környékbeli birtokait szemmel tudja tartani. Újlaki Miklós nádor székhelye volt, melyet „kinőtt”, és ezért vált szükségessé a jelenleg a város központjában álló eredetileg egytornyos udvarház átépítése négysaroktornyos várrá. Móra Ferenc, Mikszáth Kálmán és Krúdy Gyula is megemlítik műveikben mint vadászóhelyet. Petőfi Sándor egy Aszódon történt esete versének végére Pusztapalotát írt, melyről még nem tudjuk, hogy erről, vagy a Pest melletti Pusztapalotáról van-e szó. Háromemeletes toronynak, főleg vámszedőhelynek és nem várnak építették, ezt jelzik ma is álló 15 méter magas falmaradványai. Mivel csak egy irányból, délnyugat felől lehetett megközelíteni, valószínűleg ezt felvonóhíddal tették. Ennek nyomait ma már nem láthatjuk, mert azt a szakadékot, amely nyugat felől elválasztotta a szemben levő domboktól, idővel feltöltötték a leomló kőtömegek. Bátorkőként utoljára egy 1590 körüli okirat említi, majd legközelebb az 1720-as, az uraság és a lakosság közötti perben bukkan fel, ekkor már „Pusztapalotaként”, lakatlan pusztaként feltüntetve.

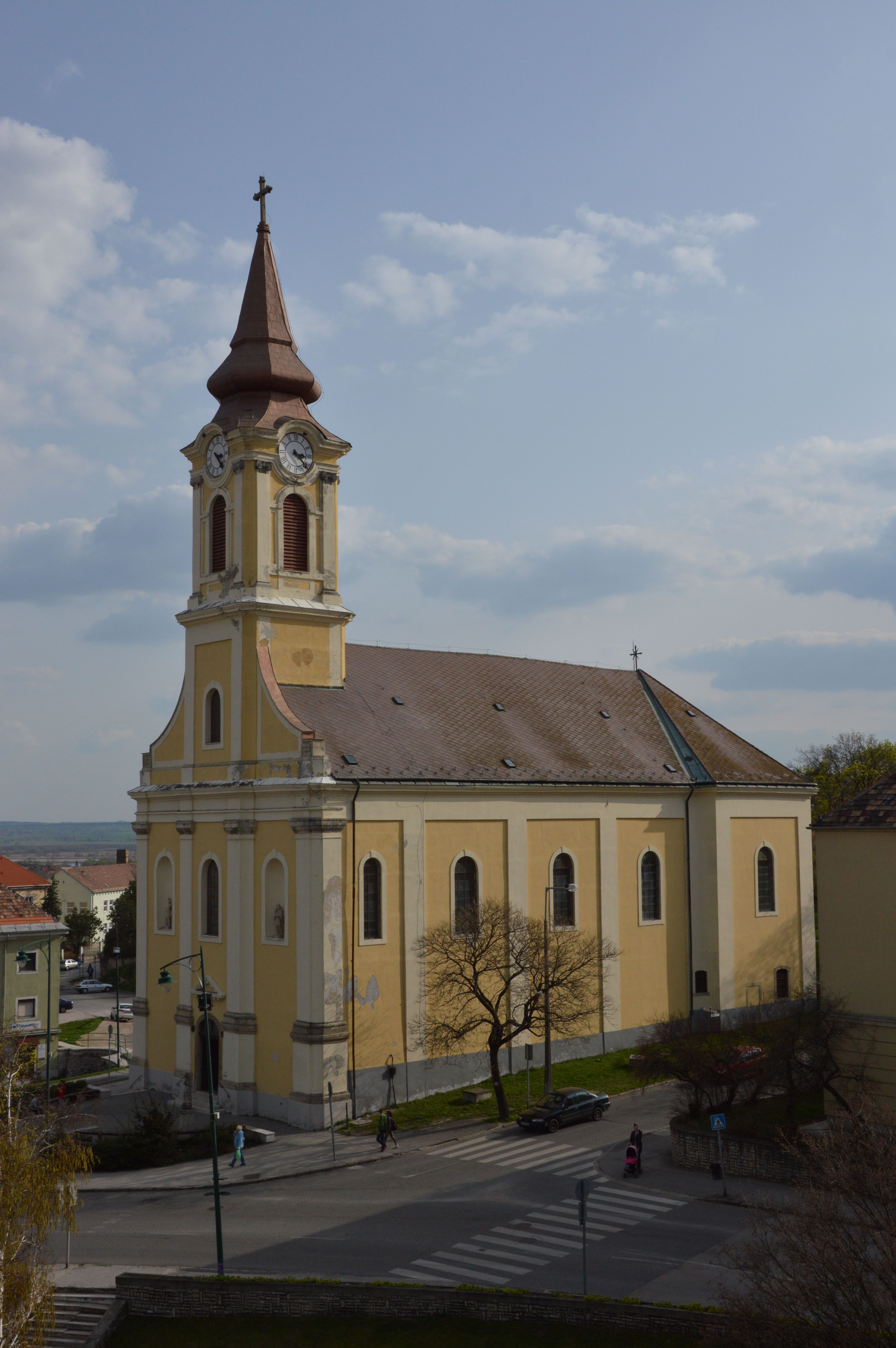
Római-Katolikus templom

### Római katolikus templom
A város központjában áll, a Thuri-várral szemben. 1774–1777 között építette Varschafter János székesfehérvári építőmester barokk stílusban. Hajója 4 boltmezőre oszlik, szentélye fél ötszögű. Harangja az 1743-as évszámot viseli; melyet vagy használtan vettek, vagy a XVIII. századi várbeli kápolnához tartozott. Felirata: Joseph Berger Goss mich in Raab, 1743. Szentségtartója 75 kg tömör ezüst, de újabb keletű. A templom ajtajait domborművek díszítik.

### Zichy-kastély
A vártól nyugatra, a római katolikus templom felett, a Kastélydombon áll. 1724-ben, Palota egyik földesura, gróf Zichy II. Imre Árva megyei főispán felesége, gróf Erdődy Terézia kezdte meg építtetését. A város uralkodó pontját választotta ki a kastély színhelyéül. 1860-ban leégett a kastély, szerencséjére azonban éppen akkor egy művészetpártoló földesúr, Waldstein János – Széchenyi barátja – birtokolta, aki 1865-ben Ybl Miklós tervei szerint újjáépítette. Művészi alkotásokkal és könyvtárral gyarapította. A hatalmas kör alakú könyvtárszoba falait és mennyezetét freskókkal díszíttette. Sajnos a könyvek és az oldalfreskók a háború és az utána következő időszak alatt megsemmisültek, de a mennyezet freskója, mely Pállik Béla alkotása, szerencsére megmaradt, s kevés javítással ma is látható. Napjainkban az épület az ország egyetlen Trianon Múzeumának ad otthont.

### Nagy Gyula Galéria
Nevét a város festőjéről, Nagy Gyuláról kapta, eredetileg az épületet zsinagógaként használták. 1834-ben a helybéli zsidó hitközösség elhatározására kezdték meg építését, mely 1840-ben fejeződött be. Az épület erős rokonságot mutat az óbudai régi zsinagógával, s rajtuk kívül Magyarországon klasszicista stílusban nem is építettek zsinagógát.

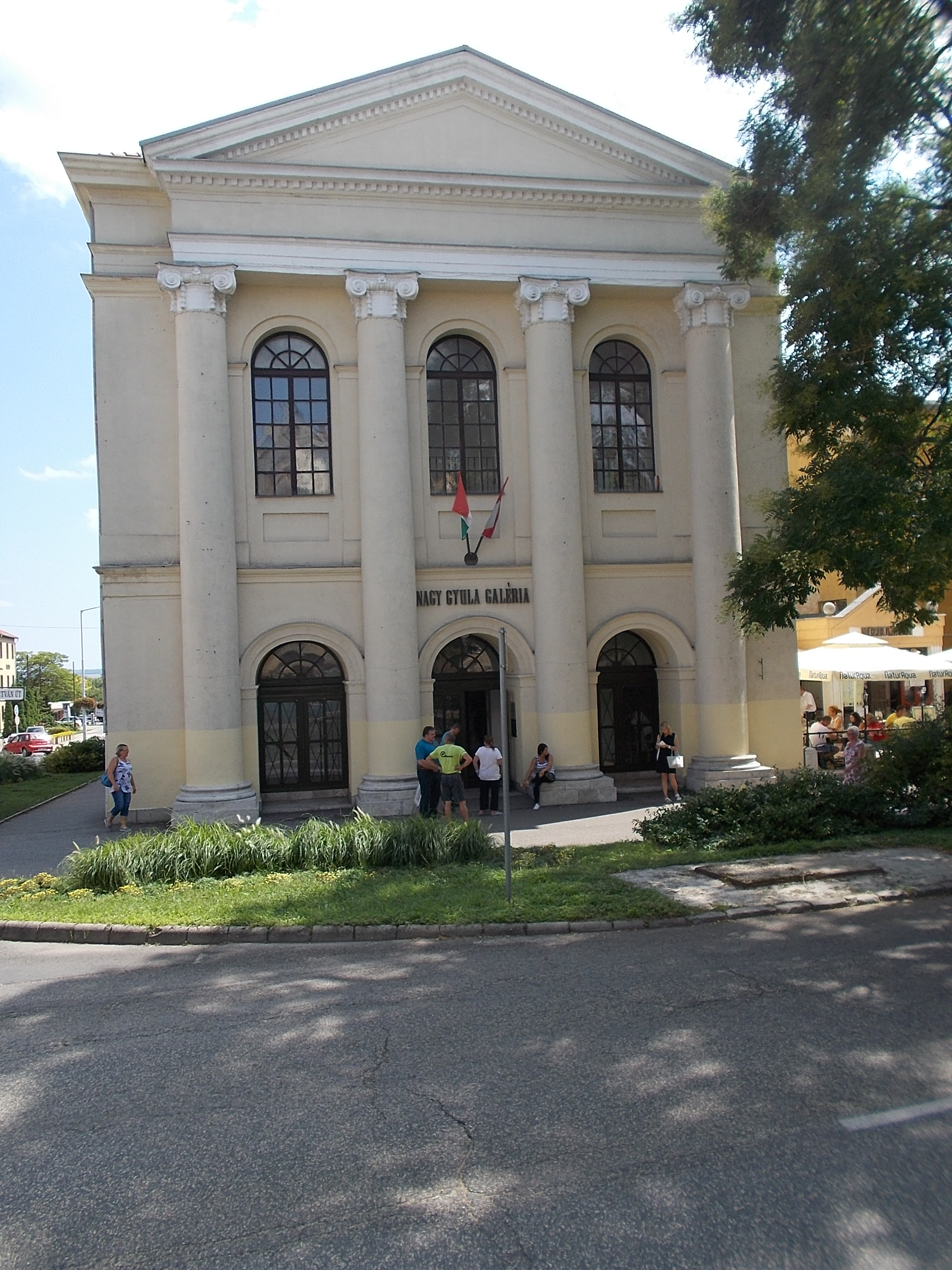
Nagy Gyula Galéria

1986-1997-ig adott otthont a város képzőművészeti gyűjteményének és időszaki kiállításainak. Egykor itt kapott helyet Matzon Frigyes szobrászművésznek a városra hagyott kisplasztikai gyűjteménye, valamint Bíró Antal festő és dr. Szíj Rezső gyűjteménye. Jelenleg a Matzon hagyaték a várban látható.

### Evangélikus templom
A Thuri György téren, a vár mögött található. 1777/80-ban torony nélkül épült, egy már korábban ott álló templom helyén. A torony 1805-ben, a karzatok 1810-ben, oltárképe 1799-ben készült el. A főbejárat felett vörös márványtábla 1807-ből: „Menjetek be kapuin hálaénekkel…” (100. zsoltár). Olvasható még az építés dátuma (1779) és a torony építésének időpontja (1805).

### Református templom
Késő barokk stílusban az egykori Huszárvár falaira épült templom a Jókai utcában. Egyhajós, három szakaszos templom. 1788-ban épült a főbejárata fölött látható felirat szerint. Ebben a templomban keresztelték meg 1886-ban azt a Molnár Mária nevű misszionáriusnőt, akit a japánok gyilkoltak meg a délkelet-ázsiai Pitilu szigetén, Indonéziában, 1943-ban.

### Zichy-kápolna
A kápolnát a római katolikus temetőben találjuk. Építtetője Talheim Mária gróf Zichy III. János felesége. Építésének ideje 1738. Az oltár homokkőből faragott, a helyi hagyományok szerint Nádel, palotai német kőfaragó készítette. A haranglábat 1944-ben építették Bene Gábor építész tervei alapján. Az épület barokk stílusú, félgömbkupolás, torony nélküli. Nyugati homlokzatán egy gótikus kőfejet helyeztek el. A Szűz Anya oltárkép felett a Zichy-címer található.

### Szent Donát-kápolna
A kápolna Várpalota Loncsos városrészében található. A XVIII. században épült, 1999-ben felújították és újraszentelték. Oltárképe elpusztult, faragott kő ajtókeretének szemöldökén középről jobbra-balra futó leveles, fürtös szőlőinda látható.

### Jó Szerencsét Művelődési Központ
1952-től 1957-ig épült Károlyi Antal, Ybl-díjas építész tervei alapján, a Rákosi-korszakra jellemző klasszicizáló jegyekkel. Mennyezettáblájának díszei erdélyi népi motívumok alapján készültek. Az előtér és a színház nézőtere közötti térben láthatók Ferenczy Noémi-tanítványok munkái. Az együttes tagjai: Pintér Éva, Prepelicza Katalin, Solti Gizella és Szőke Erzsébet munkái 1958-ban készültek.

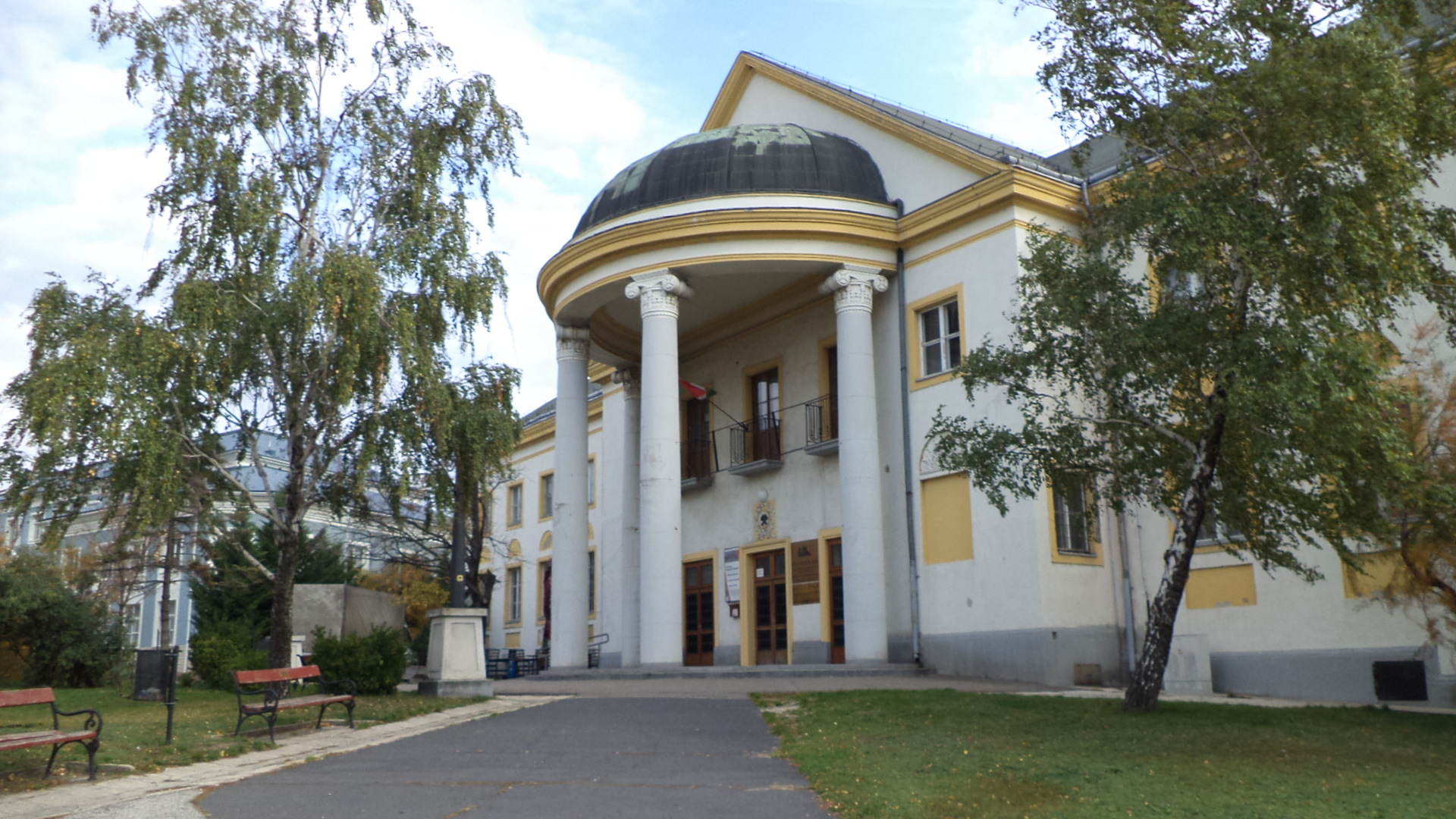
Jószerencsét Művelődési Központ

### Fodor Sára Tájház
A tájház ünnepélyes megnyitása az 1986-os Várpalotai Napok rendezvénysorozat része volt; megnyitó beszédét dr. Törőcsík Zoltán, a Laczkó Dezső Múzeum akkori igazgatója mondta el.
Az épület egy 19. század elején terméskőből épült lakóház, amelyet panelházak tövében hagytak meg a városrendezés során. A helyreállított parasztbarokk épületben elsősorban a helyben gyűjtött helytörténeti anyagokat lehet megtekinteni, amely főként a település gazdag mezőgazdasági és iparos múltját mutatja be.
1996-tól időszaki kiállításokat is befogad a tájház. Névadója 2007 óta Pacsu Gergelyné Fodor Sára helytörténész, Várpalota díszpolgára.

### Szabó-féle homokbánya

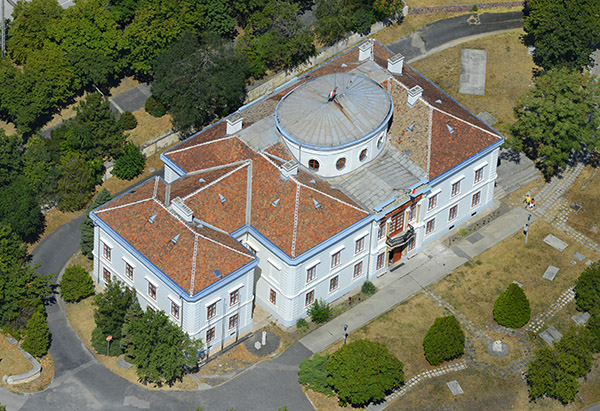
A Zichy-kastély légi felvételen

Várpalota egyik kertvárosi részében, a 8-as számú főúttól délre található a Szabó-féle homokbánya. 9 méter magas falának alsó 2 méteres részben tengerből leülepedett sárga homok van. Erre települt 4-6 méternyi vastagságban az ősmaradványokban gazdag, szürke színű folyami homok. A homokréteg fiatal, melyet durva kavicsréteg fed. A maradványok között a kutatások szerint kb. 400-féle különböző puhatestű állatfajt találtak. Az érdekessége a következő: ezek a csiga és kagyló fajok Dél- Franciaországban is ugyanúgy megtalálhatók mint Várpalotán, ami a szakértőket arra engedi következtetni, hogy hajdanán tengeri kapcsolata volt a két területnek. A homokbánya bejáratánál a látogató egy kis szabadtéri kiállítás keretében láthatja a lignitbányából előkerült magnóliaféléket és kovásodott fatörzseket.
Inota településrész nevezetességei

### Inotai római-kori halomsírok
"A Kr. u. 2. század első feléből származtatott két, egyenként kb. 25 méter átmérőjű inotai halomsírt K. Palágyi Sylvia tárta fel 1973 és 1975 között. A halmok a korabeli bennszülött arisztokrácia két tagjának, egy idősebb férfinak és egy fiatal fiúnak a sírjait tartalmazták gazdag mellékletanyaggal. További különlegességet jelent a 2. számú halmot körülvevő mészkő körítőfal, amelyhez déli oldalról egy négyszögletes alaprajzú, falfestményekkel díszített, kultikus funkciójú kis helyiség csatlakozott. A jelenleg ismert adatok alapján és más hasonló jelentőségű emlékekkel összehasonlítva az 1988-ban rekonstruált két inotai római-kori halomsír különleges műemléki értéket képvisel: a 2. számú halom helyszínen konzervált körítőfala, az ahhoz csatlakozó helyiség, valamint a halomban feltárt kocsitemetkezés római és kelta tradíciókat egyaránt tükröző együttese az egész római birodalomban ritkaságnak számít."

### Inotai templom
Az Inotán található Árpád-kori templomot Szent Márton tiszteletére szentelték fel. A XI. században épült, a török időkre mindössze egy szentély maradt belőle. Az 1747-es feljegyzések szerint már két oltára volt. A templom kőből épült, mégis a sok restaurálás, felújítások után is többször beomlott. A Palota mellett álló templom állandóan ki volt téve a törökök pusztításának, akik Székesfehérvártól Palota határáig tanyáztak. A templom szentély-része, illetve annak bordái és falfreskói tekinthetők csak műemléknek.

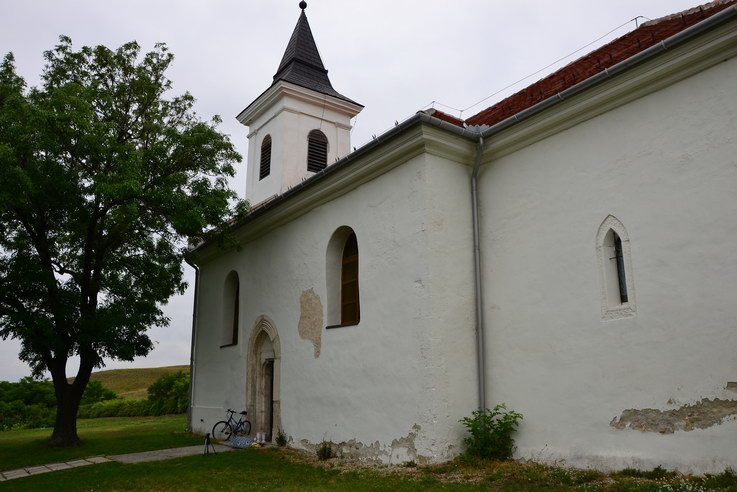
Inota – Árpád-kori templom
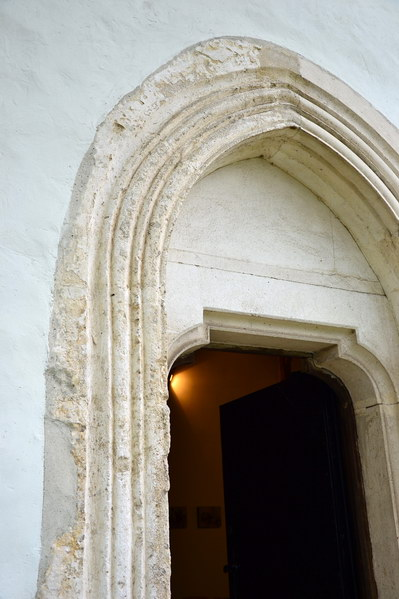
Árpád-kori templom – kapurészlet
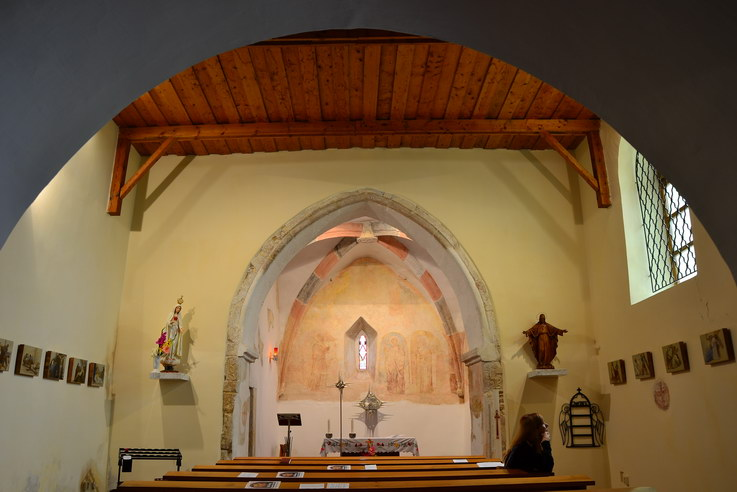
Árpád-kori templom – belső
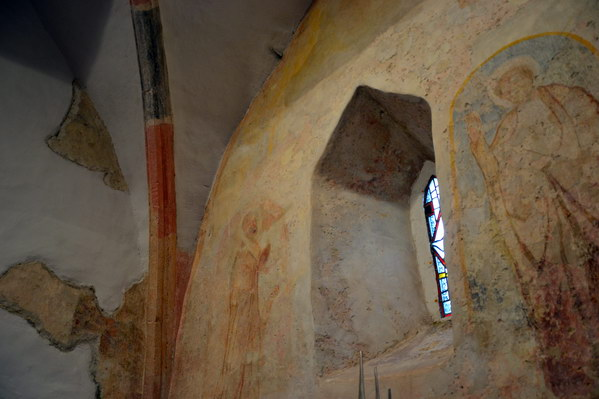
Árpád-kori templom – falképek
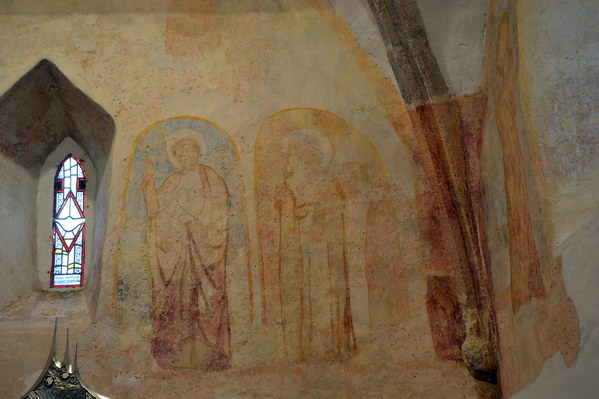
Árpád-kori templom – falképek a szentélyben

### Béke Művelődési Ház
Inotán, a Készenléti-lakótelepen található. Az épület tele van értékes műalkotással 8. sz. főútra néző homlokzatán téglába vésve látható faldísz Pátzay Pál–Somogyi József: A szén felhasználása c. alkotása. A művelődési ház fő homlokzati bejárata fölött négyzetes mezőben a téglafalba rézsűsen bevésett egy-egy emberi alak az egyes művészeti ágakat jelképezi: olvasás, zene, szobrászat, színjátszás, tánc, rajzolás, fényképezés. Az épület jobb oldali homlokzatán látható, a téglafalba rézsűsen vésve Ambrózy Sándor: Gyümölcsszedő asszony című alkotása. A Cser Jolán által készített oszlopdíszek 18×18 cm-es terrakották. Ember-, állati és növényi motívumokat ábrázolnak és az étterem kerek oszlopait díszítik.
Az egykor színházat, mozit, éttermet, presszót és könyvtárat magában foglaló komplexumban ma már csak a presszó működik, melynek falát Rozsda Endre mozaikok díszítik. A színház állítólag a maga korában Közép-Európa legkiválóbb akusztikájú színháza volt – ma a Pannon Várszínház bérli az épületet, de leginkább raktárként használja. A fentebb felsorolt alkotásokon kívül nagyon értékes még az egykori étterem egyik falát teljesen betöltő Kovács Margit Körtánc című domborműve. A szocializmus művészeti sematizmusát viseli magán a vezérigazgatói tárgyalószobában található Bernáth Aurél-alkotás, amely a Művelődés a szabadban címet viseli.

### Inotai szélerőmű
Itt épült meg 2000-ben Magyarország első szélkereke: az Inotai szélerőmű.

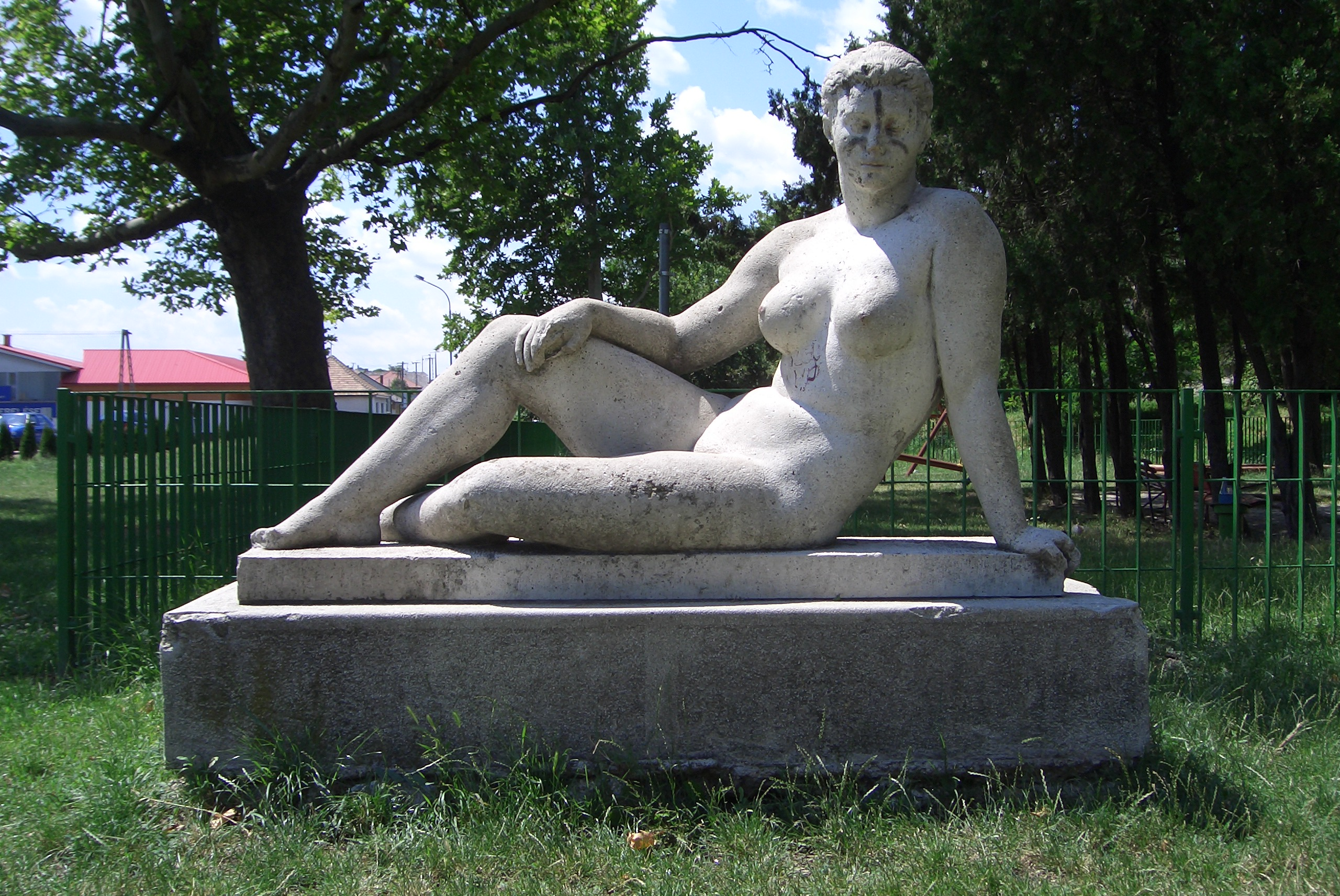
Ülő nő szobra az egykori uszoda helyén

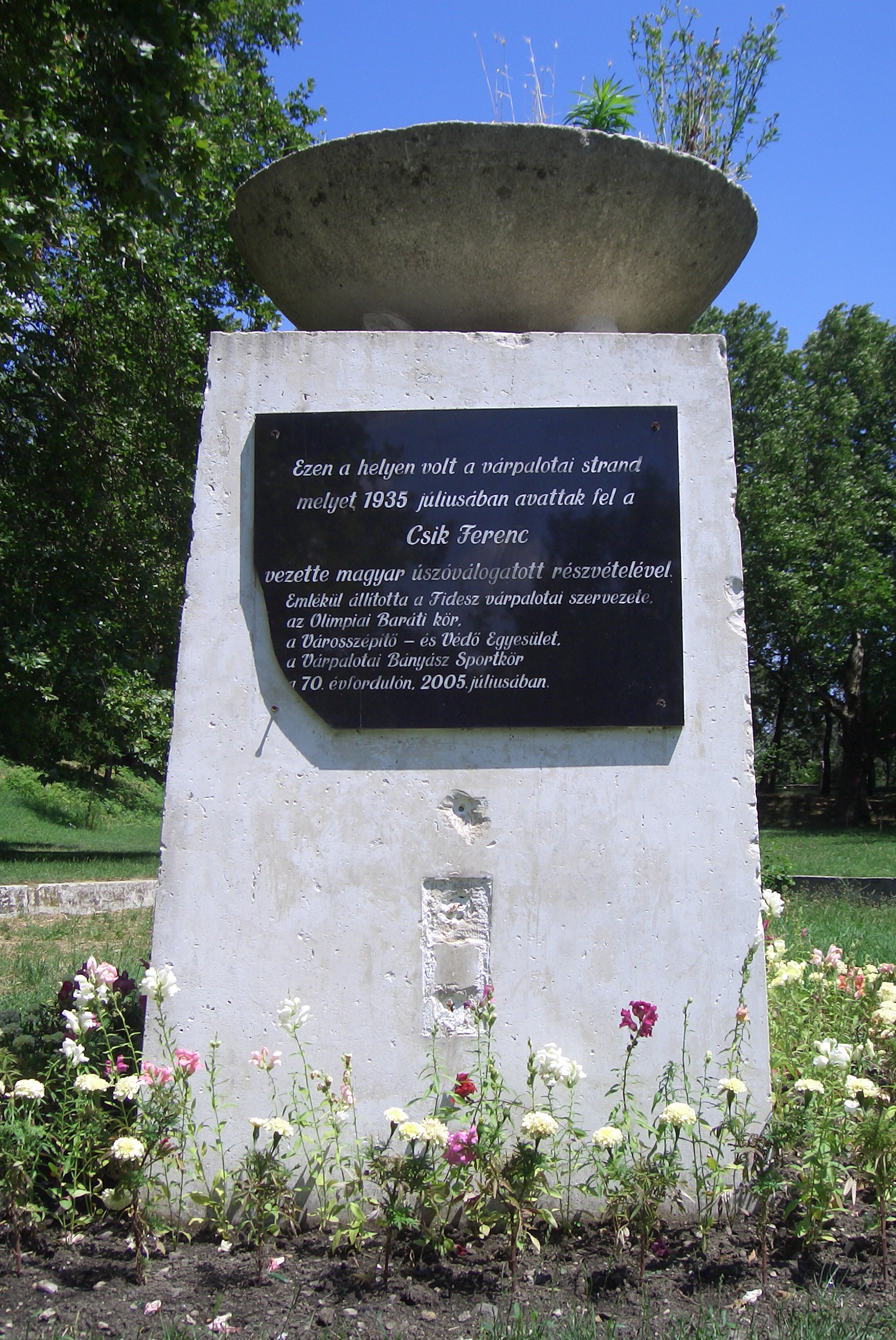
Emlékmű az egykori uszoda helyén

## Városrészek
Lásd: Várpalota kül- és belterületeinek listája

## Egykori települések a mai Várpalota területén
A köztársasági elnök 116/1997.(IX.3.) KE számú határozatával Várpalota város pétfürdői városrészéből 1997. október 1-től önálló községgé váló Pétfürdőt nem számítva Várpalota területén öt település volt található a középkorban: Palota, Inota, Tikolfölde, Széhel, Réti.
Inota:
római kori leletekben, emlékekben gazdag falu, amely az Árpád-házi királyok idejében eredetileg királyi birtok volt. Első okleveles említése 1193-ból származik, amely oklevélben III. Béla három szőlővel a fehérvári keresztes konventnek adományozta Inotát. Ez az oklevél Jonata néven említi. Neve valószínűleg ebből a Jonata személynévből ered. Más – téves – feltételezés szerint a rómaiak első állomását jelző kő I.NOTA feliratának az összeolvasásából származik. Az említett adományozást 1252-ben IV. Ince pápa is megerősítette, amely révén a falu lakosai kiváltságos helyzetbe jutottak. A kiváltságos helyzetüket erősítette meg az 1272-ben V. István, aki elrendelte, hogy a fehérvári keresztes konvent jobbágyai minden vámtól és gyűjtéstől szabadok legyenek, és az ország zászlósurai se szállhassanak meg náluk erőszakkal.
A középkori oklevelek többször Molnosinota /Malmos Inota/ néven említik a falut, így megkülönböztetve az Isztimér közelében fekvő mai Inotapuszta elődjétől. A 16. században még 29 portát számláló falu a töröknek és a palotai várnak egyaránt adózott. Végvidék lévén a török kori időszakban állandósult a zaklatás mind a harcoló végváriak, mind törökök részéről. 1588-ban a törökök nyársba húzták a falu bíráját, a lakosságra pedig sarcot vetettek ki. A 16. század végére teljesen elnéptelenedett. 1617-ben már pusztaként említik. Csak a törökök kiűzése után népesedett be újra. Az első telepeseket az akkori tulajdonos, Zichy Imre hozta 1699-ben. 1765-ben új telepesekkel bővült a népesség, itt talált új otthont Polány lakosságának az a része, amelyet a vallási ürüggyel leplezett elnémetesítési törekvések idején kiüldöztek otthonából. Jelenleg Várpalota város településrésze.
Tikolfölde (névváltozat: Tikolülése): valószínűleg a mai Kastély-domb, illetve a Loncsos aljában feküdt. Először 1271-ben a Szalók nemzetség birtokmegosztásával foglalkozó oklevélben szerepel a „Tikolföld a Várad erdővel” megjelölés. Egy 1326-os oklevél szerint a bátorkői vár „Tykolfeldeu” területén áll. A XIV–XV. században felerészben a fehérvári káptalan, felerészben Bátorkő birtoka. Csak régészeti leletek alapján feltételezhető a település helye. 1935-ben a 8-as műút építése során a Loncsos aljában előkerültek egy középkori templom alapjai több XI–XV. század közötti lelettel, majd 1965-ben az előbbi közelében egy középkori épület alapfalai, padlótéglái, embercsontok és egy griffábrázolásos faragott kőemlék, 1985-ben pedig a falu temetője. Az 1935-ös leletet Faller Jenő Széhel templomával azonosította, de valószínűbb, hogy Tikolfölde romjai kerültek elő, és Széhel a homokbánya mellett feltárt faluval azonos.
Széhel (a népi etimológia által ráaggatott névváltozatok: Szénhely, Szélhely):
A település első említése 1240-ben Zenel néven történik, a XIV-XVI. században Zynil, Zenyel, Zenes, Zenhel alakokban fordul elő. A török korban indul pusztulásnak. 1536-ban még 9 lakott és 5 lakatlan telkét, továbbá 6 szegény jobbágyát jegyeztek fel, 1545-ben még lakott hely, 1559-ben azonban elpusztították a törökök. A korabeli iratokban még kétszer szerepel: 1578-ban és 1579-ben, s ezeknek külön érdekességük, hogy abban az időben, amikor az iskolák még ritkák voltak, a közeli Pere helység birtokosaként Széhel egykori iskoláját említik. 1579 után többé nem szerepel az iratokban. 1963-ban, az Unió homokbánya melletti réten előkerült régészeti leletek alapján a valószínűsíthető, hogy itt feküdt az egykori Széhel falu. A feltárás során kora Árpád-kori település házai kerültek elő kőből épített kemencékkel. Az egyik ház közelében kőből épült vasizzító kemencét is találtak, előtte mély, vassalakot tartalmazó gödörrel, s előkerült öt tűzhely, mintegy 10 kg-nyi vastartalmú anyaggal, amely arra enged következtetni, hogy lakói vasművességgel foglalkoztak. Neve ma csak egy dűlőt jelent Palota határában.
Réti: középkori létező település volt, első említése Károly Róbert uralkodása idejéből ismert. A török időkben elpusztult, puszta lett. Ma is létezik a Réti-pusztaként ismert dűlő az inotai határban.

## Képek

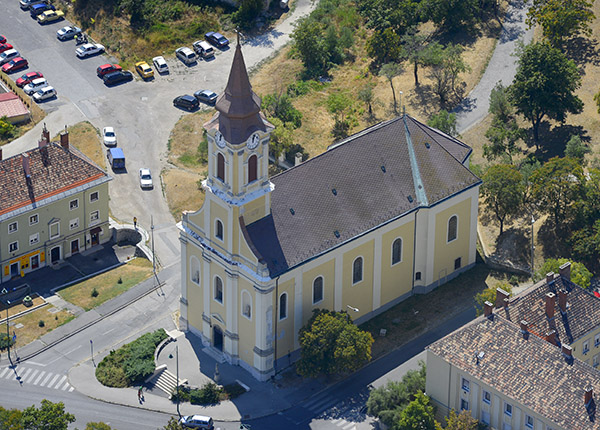
Várpalota, Nagyboldogasszony templom
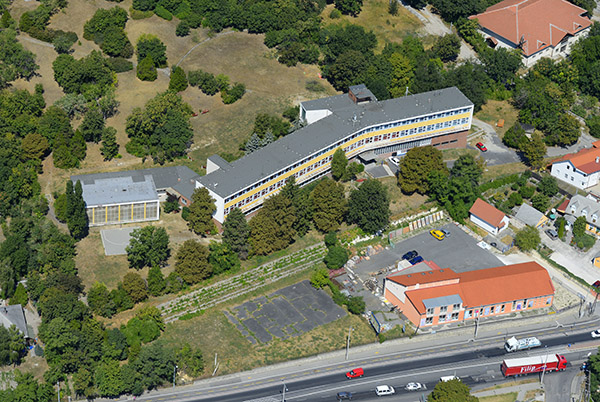
Thury György Gimnázium és Alapfokú Művészeti Iskola
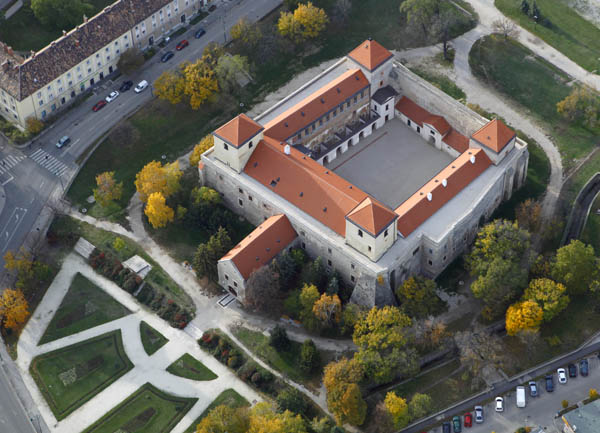
A Thury-vár madártávlatból
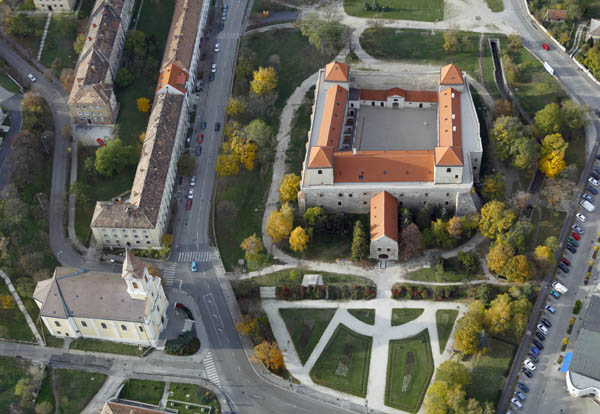
A várpalotai Thury-vár, a visszaépített négytornyos kialakításában
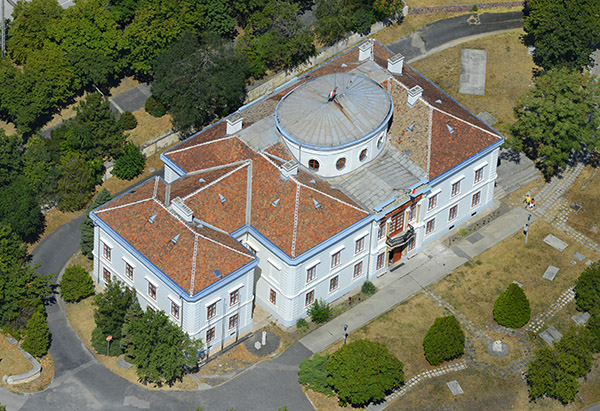
Zichy-kastély légi felvételen

## Oktatás
- Bán Aladár Általános Iskola (városi)

tagiskolája: Rákóczi Telepi Általános Iskola
- Várkerti Általános Iskola és Szakiskola (városi)

tagiskolái: Vásárhelyi András Általános Iskola, Inotai Általános Iskola Archiválva 2014. május 17-i dátummal a Wayback Machine-ben
- Nepomuki Szent János Római-Katolikus Általános Iskola (Katolikus)
- Bartos Sándor Óvoda, Általános Iskola és Előkészítő Szakiskola (megyei)
- Képesség- és Tehetségfejlesztő Magán Általános Iskola, Szakképző Iskola, Gimnázium, Alapfokú Művészeti Iskola és Kollégium(alapítványi)
- Thuri György Gimnázium és Szakközépiskola Archiválva 2006. szeptember 5-i dátummal a Wayback Machine-ben (megyei)
- Faller Jenő Szakképző Iskola (megyei)

## Művelődés, kultúra
2000-ben a város önkormányzata létrehozta a Szindbád Kulturális és Szolgáltató Kht.-t, amely több intézményt magában foglaló, elsősorban közművelődési-közgyűjteményi feladatok ellátására megszervezett nonprofit cég. A Kht a városban korábban is fellelhető kulturális intézményekre, közösségekre alapozva jött létre, és 2003-ban beleolvadt a hasonló feladatokat ellátó Kulturális és Humán Szolgáltató Intézet is. Jelenleg a Kht. fenntartásában vannak a város legfontosabb kulturális intézményei, mint például a Jó Szerencsét Művelődési Központ, a Krúdy Gyula Városi Könyvtár, a Nagy Gyula Galéria, a Thury-vár, a Tájház vagy az Inotai Közösségi Ház.
A város határában elterülő Cseri-parkerdő, 2011-ben már ötödízben ad otthont az országos elismertségnek örvendő, hazai zenekarokat felvonultató, Pannónia Fesztiválnak.(PaFe)

## Közlekedés
Várpalotán a helyi közlekedés alapját a városon kelet-nyugati irányban végighúzódó országút, települési nevén Veszprémi út, illetve Fehérvári út, amely a 8-as főút elkerülő szakaszának átadása előtt a főút részét képezte; számozása azóta hivatalosan 7204-es. Kitüntetett szereppel rendelkezik még az Ősibe vezető 72 106-os út (Mészáros Lőrinc utca), a Pétfürdőre vezető út (Péti út) és a Tés, illetve Szápár felé vezető 8213-as út, valamint a belvárosban kelet-nyugati irányban végighúzódó Szent István út is.

### Tömegközlekedés
Várpalotán áthalad a Székesfehérvár–Szombathely-vasútvonal, melynek két megállási pontja volt a városban: Inota megállóhely és Várpalota vasútállomás, ma már csak Várpalota vasútállomás működik. Utóbbi a belvárostól 7-800 méterre délkeletre fekszik, az Ősibe vezető országút mellett.
A helyközi autóbusz-állomást 1986-ban adták át.
Várpalotán alapvetően hét helyi autóbuszjárat működik, melyek mutációival együtt összesen 10 vonal található a városban. Ezeket 2025. január 1-től az önkormányzati Thury-Busz Nonprofit Kft. üzemelteti. A járatok alapvető feladata korábban az volt, hogy Várpalota központját összekössék a másik két nagyobb városrésszel, Inotával és Pétfürdővel; utóbbi leválása óta viszont a pétfürdői végállomású vonal helyi járatú és távolsági járatú szakaszokra oszlik.
Várpalota buszjáratai
- 1: Inota lakótelep, Hőerőmű, (Alukohó,) Ferrokémia, Inota Polyán út, Inota Radnóti út, Inota Búcsú tér, Inota Zöldfa u., Külsőmajor, Könyvtár, Skála áruház
- 1Y: Jókai Mór utca – Szent István út – Arany János utca – Radnóti Miklós utca – Fehérvári út – Alukohó – Erőmű utca – Inota, Erőmű lakótelep
- 2: Szabadság tér – Szent István út – Jókai Mór utca – Árpád utca – Csernyei utca – Viola utca – Vörösmarty utca – Kismező utca – Ney Dávid utca – Rózsakút utca – Árpád utca – Mátyás király utca – Rákóczi Ferenc utca – Újlaky út – Szabadság tér
- 3: Jókai Mór utca – Szabadság tér – Vasútállomás  –  Szabadság tér  –  Jókai Mór utca
- 4: Tési domb, forduló – Erdődy Pálffy Tamás utca – Bakony utca – Rákóczi Ferenc utca – Újlaky út – Szabadság tér – Szent Imre utca – Veszprémi út – Péti út – Dankó Pista utca – Vasút utca – Vasútállomás
- 13: Tési domb, forduló – Hőközpont – Jókai Mór utca – Róbert Károly forduló – Inota, Erőmű lakótelep
- 14: Tési domb, forduló – Erdődy Pálffy Tamás utca – Bakony utca – Rákóczi Ferenc utca – Újlaky út – Szabadság tér

## Nemzetközi kapcsolatok
2001. október 13-án Várpalotán az európai közösségek és az Európai Unió eddigi történetében egyedül álló módon két EU-tagállam egy-egy kistérségének települései, az Olasz Köztársaság Marche tartományának, az ausztriai Karintia tartományának Lavant-völgy térsége, valamint az EU-hoz való csatlakozásról akkor még tárgyaló Szlovén Köztársaság Koroška kistérségének és a magyarországi várpalotai kistérség összesen 40 települése aláírta a Várpalotai Szerződést az Önkormányzatok Szövetsége Európában Nemzetközi Társulás (TEMA) alapokmányát.
A TEMA-hoz azóta ötödik kistérségként csatlakozott a romániai Zsil-völgyi kistérség.

### A Várpalotai Szerződés
A Várpalotai Szerződést egyéves közvetlen előkészítő munka eredményeként írták alá a települések a nagyszabású, Várpalota várossá nyilvánításának 50. évfordulóját is köszöntő 16. Várpalotai Napok keretében megrendezett Way of Regions (Régiók útja) elnevezésű nemzetközi diplomáciai ceremónián. A szerződés hivatalosan négy példányban és több nyelven (angol – német, angol – szlovén, angol – magyar, angol-olasz) került aláírásra. Az aláírási szertartásra fővédnöknek Göncz Árpádot, a Magyar Köztársaság nyugalmazott elnökét kérték fel, és az aláírásra védnöki felkéréssel meghívták Ausztria, Olaszország és Szlovénia nagykövetét.
Az aláírási ceremónia a négy nemzet himnuszával kezdődött. A négy nemzet egy-egy képviselője ünnepélyes beszéde és a meghívott vendégek köszöntése után került sor az ünnepélyes aláírásra. Az aláírást követően felhangzott az Európai Unió himnusza, Beethoven IX. szimfóniájából az Örömóda.

## Híres, várpalotai kötődésű emberek
- Bakács Tibor Settenkedő újságíró, kritikus
- Bán Aladár költő, műfordító
- Baranyay Jusztin Gyula ciszterci szerzetes, egyházjogász, egyetemi tanár (1882. december 3.)
- Bárány Róbert Nobel-díjas orvos (apja várpalotai születésű)
- Bátor Imre kisgazda országgyűlési képviselő (1945–49)
- Bartók László színész[24]
- Bóna Kovács Károly szobrász
- Bernstein Béla rabbi, történész
- Berta József 1956-os szabadságharcos, vértanú
- Bíró Antal festő, karikaturista
- Böhm Henrik építész
- Cseszneky Mihály gróf, palotai alkapitány, Thury György „jobbkeze”
- Darázs Mihály cigányprímás, dalszerző (szül. Várpalota, 1842)
- Domokos Ferenc kuruc brigadéros
- Faller Jenő bányamérnök, szakíró, múzeumalapító
- Ferenczy Noémi gobelinművész (a művelődési ház gobelinjeit ő készítette tanítványaival)
- Foerk Ernő építész, a várpalotai Tiszti Szálló és Kaszinó tervezője
- Flór Ferenc, Pest tisztifőorvosa
- Fromm Pál, 1860 és 1885 között fővárosi kerületi főorvos
- Fuchs Emil, Pest főkertésze, szakíró, tankönyvíró
- Gál Gyula válogatott kézilabdázó
- Gyulaváry Pál szobrász (a Játszó macska c. kőplasztika alkotója)
- Hamvas Béla filozófus, író
- Hrabovszky György evangélikus lelkész, író, árvaház-alapító
- Kálnoky Adél grófnő
- Karácson Tamás rapper
- Károlyi Antal építész
- Karvaly Gyula cigányprímás, zeneszerző
- Kerényi Jenő szobrász (a Megbeszélés című köztéri szobor alkotója)
- Könczöl Imre könyvtáros
- Krecsányi Sarolta operaénekes, színésznő
- Krúdy Gyula író
- Kuncze Gábor politikus
- Lauber László építész (az inotai alumíniumkohó épületének tervezője)
- Likó Marcell énekes, zenész (Vad Fruttik együttes)
- Lőte Attila színművész [egy időben Várpalotán lakott]
- M. Nagy Miklós műfordító, esszéíró, szerkesztő
- Major Jenő (vezérezredes) 1941–42-ben a várpalotai gyalogos kiképzőtábor parancsnoka
- Márcsik Margit Kinga Kinga nővér, r.k. szerzetesnő
- Mátrai Gyula kétszeres Kossuth-díjas építész (az Inotai Hőerőmű tervezője)
- Matzon Frigyes szobrász, képzőművész
- Molnár Mária református misszionáriusnő, vértanú
- Mórotz Miklós festő
- csulai Móré László rablóvezér
- Nagy Gyula festő
- Ney Dávid operaénekes
- Nyilasi Tibor labdarúgó, edző
- Ohmann Béla szobrász
- Ormándy Péter várkapitány
- erdődi Pálffy Tamás várkapitány
- Pállik Béla festő, operaénekes
- Petőfi István költő, a neves költő öccse
- Probszt János zeneszerző
- Reéz Pál költő, újságíró
- Rimanóczy Jenő építész
- Sepsiszentgyörgyi Ferenc ferences rendi pap
- Singer Ábrahám rabbi, helytörténész
- Singer Leó dr., főrabbi, író és műfordító, vértanú
- Somogy István lengyel állami díjas festőművész (1930–2001)
- Szelestey László festő
- Szemenyei János színész, zeneszerző
- Szügyi Zoltán vezérőrnagy, a Szent László hadosztály parancsnoka
- Szíj Rezső dr., író, irodalomtörténész
- Sztáray Antal gróf
- Thury György (1519–1571) várkapitány
- Tomori Pál esztergomi érsek
- Újlaki Lőrinc herceg, bán, országbíró
- Újlaki Miklós bosnyák király, nádor
- Varga Béla kisgazda képviselő, várpalotai káplán
- Vásárhelyi András vértanú ferences szerzetes, költő
- Waldstein János gróf, Ung vármegye főispánja
- Zichy Béla gróf, az 1848–49-es forradalom és szabadságharc nemzetőr vértanúja

## Testvérvárosok
- Petrozsény, Románia, Zsil-völgyi kistérség
- Grottazzolina, Olaszország
- Borgo San Lorenzo, Olaszország
- Sant' Elpidio a Mare, Olaszország
- Körmöcbánya, Szlovákia
- Wolfsberg, Ausztria
- Gazipasa, Törökország

Partnervárosok
- Czeladź, Lengyelország,
- Újlak, Horvátország
- Fermo, Olaszország
- Porto San Giorgio – Olaszország
- Slovenj Gradec, Szlovénia[25][26]